# Antisocialites
Antisocialites è il secondo album in studio del gruppo indie pop canadese Alvvays, pubblicato l'8 settembre 2017.

## Tracce
1. In Undertow – 3:17
2. Dreams Tonite – 3:16
3. Plimsoll Punks – 4:50
4. Your Type – 2:04
5. Not My Baby – 4:16
6. Hey – 2:49
7. Lollipop (Ode to Jim) – 3:18
8. Already Gone – 3:04
9. Saved by a Waif – 2:59
10. Forget About Life – 2:43

## Formazione

### Gruppo
- Molly Rankin – voce, chitarra, violino
- Alec O'Hanley – chitarra, voce, basso, programmazioni
- Kerri MacLellen – voce, Farfisa
- Brian Murphy – basso, chitarra
- Chris Dadge – batteria, percussioni

### Altri musicisti
- Moshe Fisher-Rozenberg – batteria
- Jeremy Gaudet – chitarra
- Isaac Takeuchi – violoncello
- Norman Blake – glockenspiel, voce